# 海南箭竹
海南箭竹（学名：Fargesia hainanensis）为禾本科箭竹属下的一个种。其种加词“hainanensis”意为“海南的”。